# 格雷戈尔·施利伦曹尔
格雷戈尔·施利伦曹尔（德語：Gregor Schlierenzauer，1990年1月7日—），奥地利男子跳台滑雪运动员。他曾代表奥地利参加2010年、2014年和2018年冬季奥林匹克运动会跳台滑雪比赛，获得一枚金牌、一枚银牌和二枚铜牌。